# Sławki (województwo mazowieckie)
Sławki – osada leśna w Polsce położona w województwie mazowieckim, w powiecie makowskim, w gminie Krasnosielc.